# Керстстол

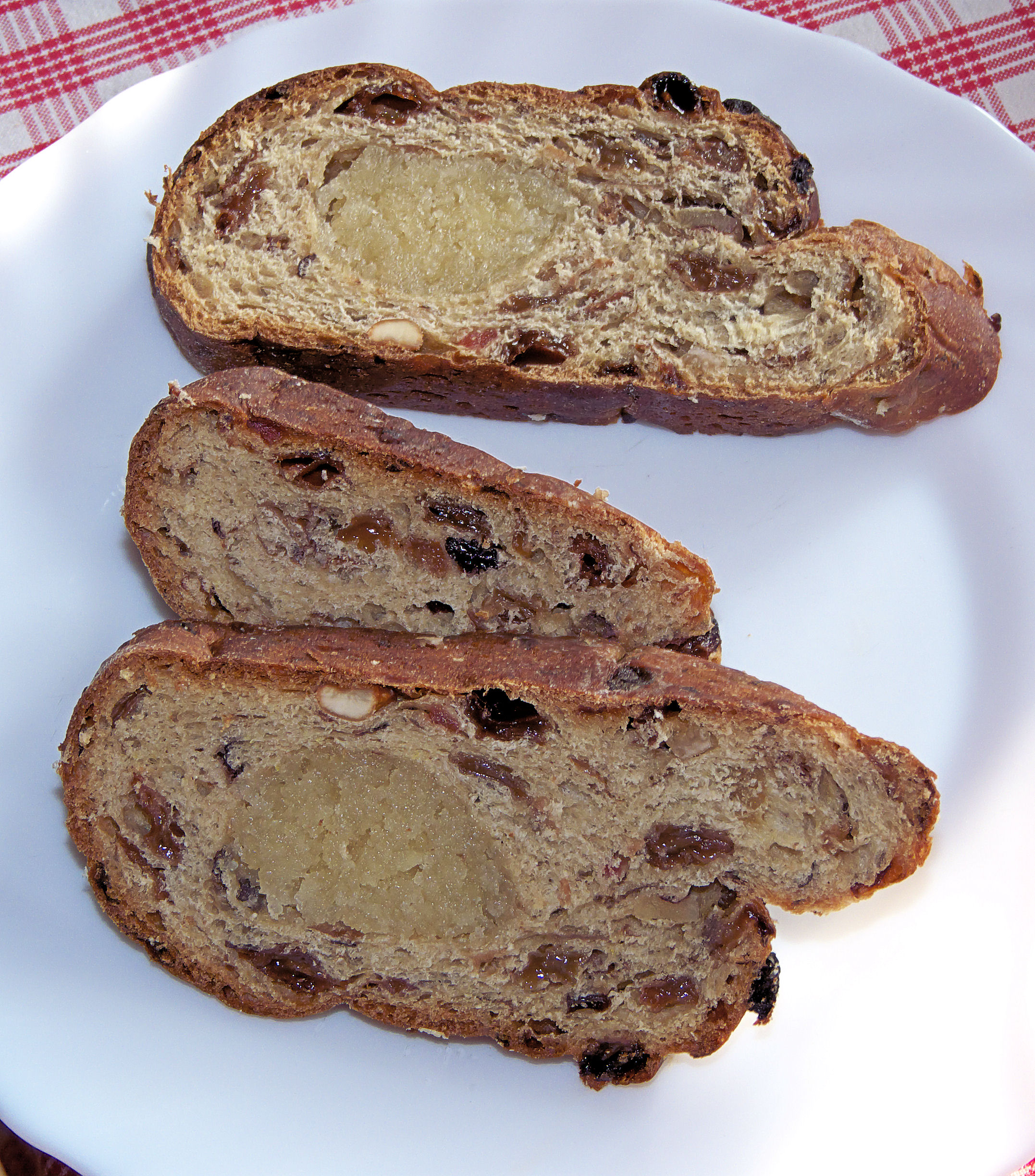
Шматочки керстстолу з мигдалевою пастою посередині

Керстстол (нід. Kerststol) — традиційний нідерландський фруктовий різдвяний хліб овальної форми. Дріжджі на основі хліб містить сушені фрукти, родзинки і смородину, лимон і апельсинову цедру, воду, молоко, вершкове масло, цукор, ваніль і корицю. Більш розкішний сорт може включати подрібнені волоські горіхи, мигдаль або фундук. Імбирний порошок або тертий кристалізований імбир, сушені вишні та журавлину, яблуко, ківі або кардамон також можуть бути додані до цього тіста для випічки.
Після відпочинку тісто наповнюється мигдалевою пастою (amandelspijs) яку кладуть посередині пирога. Тісто складають уздовж мигдалевої пасти і акуратно затискають, щоб ущільнити. Після готовності пиріг перед подачею товстими скибочками обмазують цукровою пудрою, намазавши вершковим маслом.

## Паастол
Є пиріг цього типу і на Великдень. Тоді це називається паастол (нід. paasstol) або паасброод (нід. paasbrood).